# 20 (nombre)
« Vingt » redirige ici. Cet article concerne le nombre 20. Pour les années, voir 20, 1920 et 20 av. J.-C.
Le nombre 20 (vingt) (prononcé [vɛ̃] ou [vɛ̃t]) est l'entier naturel qui suit 19 et qui précède 21. Il peut s'écrire vingts dans certains cas.

## En mathématiques
Le nombre 20 est :
- un nombre composé pair, somme des trois premiers carrés pairs (02 + 22 + 42 = 20) ;
- un nombre figuré : le nombre oblong 4 × 5 et le 4e nombre tétraédrique ;
- le 10e nombre brésilien car 20 = 229 ;
- le nombre de côtés d'un icosagone, de faces d'un icosaèdre et de sommets d'un dodécaèdre ;
- en base dix, un nombre Harshad et un autonombre ;
- le plus petit nombre du Kuberakolam (en), un ancien carré magique indien d'ordre 3 ;
- le nombre total de doigts pour un corps humain, ce qui en fait un candidat possible pour un système de numération, dit « vicésimal ». Le terme « quatre-vingts », utilisé en France, pourrait[évasif] en provenir.

Vingt s'écrit 15 dans le système pentadécimal, c'est-à-dire en base quinze. Quinze est le seul nombre b tel que vingt s'écrive en base b comme b en base dix.

## Dans d'autres domaines
Dans l'ancien système monétaire du Royaume-Uni, une livre était constituée de 20 shillings.
Dans les pays anglo-saxons, le nombre 20 est utilisé comme index pour mesurer l'acuité visuelle. 20/20 indique une vision normale à 20 pieds, bien qu'il soit communément utilisé pour vouloir dire « une vision parfaite ». Lorsque quelqu'un est capable de voir seulement après un évènement qui vient de se passer, cette personne est souvent dite avoir un « 20/20 rétrospectif ».
Vingt ans est l'âge de la majorité civile dans la tradition japonaise. Quelqu'un qui a exactement vingt ans est appelé un hatachi.
Un groupe de vingt unités est une vingtaine.
Une survivance curieuse des langues celtes est préservée dans le folklore du nord de l'Angleterre ; elle est appelée la « Vingtaine du Lincolnshire » ou la vingtaine de Shepherd (berger). C'est un marquage en bâton qui compte vingt unités en utilisant un rythme :
Yan, tan, tethera, pethera, pimp,
sethera, lethera, hovera, dovera, dick,
yanadick, tanadick, tetheradick, petheradick, bumfit,
yanabumfit, tanabumfit, tetherabumfit, petherabumfit, jiggit.
Il existe plusieurs variantes, mais toutes utilisent des mots similaires pour au moins les cinq premières unités, et pour le principe de comptage des cinq derniers par leur ajout à quinze, comme il est fait dans les dialectes celtes. Pour comparer la Vingtaine avec les nombres des langues celtes, voir la version anglophone de « Nombres dans le monde ».
20 est aussi :
- le nombre d'acides aminés qui sont encodés par le code génétique standard ;
- le numéro atomique du calcium ;
- le numéro de la sourate Ta-Ha dans le Coran ;
- le troisième nombre magique (physique) ;
- la dénomination du dollar américain où figure le portrait d'Andrew Jackson ;
- dans la constitution des États-Unis, la valeur de seuil en dollars pour les conflits civils au-dessus de laquelle le droit d'un procès par jury est respecté ;
- le nombre de dents d'un enfant ;
- l'indicatif téléphonique international pour appeler l'Égypte ;
- le numéro de l'ancien département français de Corse (scindé en 1976 en Corse-du-Sud et Haute-Corse) ;
- le nombre d'années de mariage des noces de porcelaine ;
- le nombre de coups possibles en ouverture d'une partie d'échecs ;
- la OSCA 20 est une Formule 1 (1952) ;
- la Lotus 20 est une Formule Junior du constructeur britannique (1961) ;
- le nombre d'arrondissements de Paris ;
- le numéro (GS20) d'un séquenceur de gènes construit par 454 Life Sciences.
- Un modèle de voiture de la marque Renault.

## Grammaire
Comme le nombre cent, vingt prend la marque du pluriel uniquement lorsqu'il est un adjectif numéral cardinal et qu'il est multiplié par un nombre, sans être suivi d'un autre nombre. Le cas le plus connu pour vingt est, à l'époque actuelle, la graphie quatre-vingt(s) : on écrit « quatre-vingts garçons », mais  « page quatre-vingt »  et  « quatre-vingt-trois ». On trouve également encore trace du système vicésimal utilisé pour ce mode de calcul avec l'expression quinze-vingts, qui signifie trois cents (15 × 20 = 300), et qui a donné son nom à l'Hôpital des Quinze-Vingts, dans le 12e arrondissement de Paris.